# Отворено првенство Словеније у тенису 2005.
Отворено првенство Словеније 2005. је нови тениски турнир који се игра у Порторожу у Словеније. Први турнир се играо у времену од 19. септембра - 25. септембра 2005. године. Турнир је IV категорије са наградним фондом од 145.000 долара. Игра се на отвореним теренима Спортског центра у Порторожу са тврдом подлогом и учешћем 32 играчице из 15 земаља у појединачној конкреницији.

## Победнице

### Појединачно
Клара Коукалова —  Катарина Среботник 6-2, 4-6, 6-3 
- Ово је за Клару Кукалову била друга ВТА титула у каријери.

### Парови
Анабел Медина Гаригес /  Роберта Винчи — 
Јелена Костанић /  Катарина Среботник 6-4, 5-7, 6-2
- Ово је за Анабел Медину Гаригес седма титула у каријери у игри парова, а друга за Роберту Винчи.